# Georg Hoerger

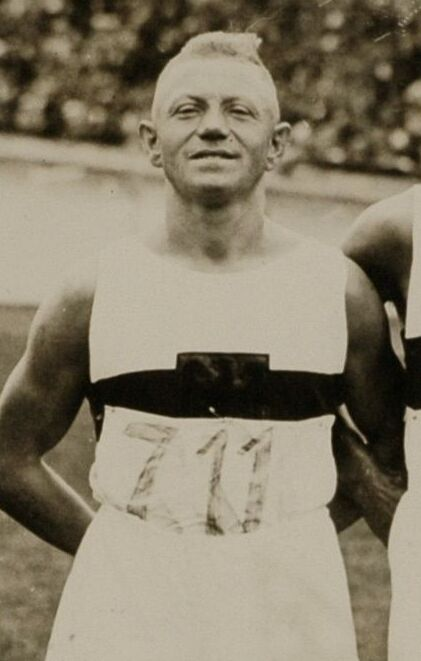
Hoerger in 1928

Georg Friedrich Hoerger (* 8. September 1897 in Herbrechtingen; † 14. Juli 1975 in Erfurt) war ein deutscher Marathonläufer.
1927 wurde er Meister der Reichswehr in 2:51:09 h. Im Jahr darauf wurde er am 17. Juni beim deutschen Qualifikationsrennen für die Olympischen Spiele auf einer mutmaßlich 40 km langen Strecke Dritter in 2:36:30 h. Vier Wochen später wurde er bei der Deutschen Meisterschaft Sechster in 3:03:34 h.
Beim olympischen Marathon in Amsterdam kam er in 2:59:01 h auf den 46. Platz.
Georg Hoerger startete für Eintracht Braunschweig.